# União das Freguesias de Mazedo e Cortes
Die União das Freguesias de Mazedo e Cortes ist eine portugiesische Gemeinde (Freguesia) im Kreis (Concelho) Monção im Nordwesten Portugals.

## Geschichte
Die Gemeinde entstand im Zuge der Gebietsreform vom 29. September 2013 durch die Zusammenlegung der ehemaligen Gemeinden Mazedo und Cortes. Mazedo wurde Sitz der neuen Verwaltung.

## Demographie
| Freguesia | Freguesia       | Freguesia | Freguesia       | ehemalige Freguesias | ehemalige Freguesias | ehemalige Freguesias | ehemalige Freguesias |
| --------- | --------------- | --------- | --------------- | -------------------- | -------------------- | -------------------- | -------------------- |
| Wappen    | Freguesia       | Einwohner | Fläche in (km²) | Wappen               | Freguesia            | Einwohner            | Fläche in (km²)      |
|           | Mazedo e Cortes | 3817      | 12,13           |                      | Mazedo               | 1847                 | 7,56                 |
|           | Mazedo e Cortes | 3817      | 12,13           | Cortes               | 1515                 | 4,57                 |                      |